# Атаконыс (Жетысайский район)
Атаконыс (каз. Атақоныс, до 2001 г. — XXII Партсъезда) — село в Жетысайском районе Туркестанской области Казахстана. Административный центр Жанааульского сельского округа. Находится примерно в 12 км к юго-западу от районного центра, города Жетысай. Код КАТО — 514453100.

## Население
В 1999 году население села составляло 1954 человека (993 мужчины и 961 женщина). По данным переписи 2009 года, в селе проживало 2513 человек (1265 мужчин и 1248 женщин).